# 京都府道105号岩倉山端線
京都府道105号岩倉山端線（きょうとふどう105ごう いわくらやまばなせん）は、京都府京都市左京区を通る一般府道である。

## 概要
京都市左京区岩倉上蔵町から京都市左京区上高野山ノ橋町に至る。
岩倉地区を通る2つの府道の1つで、通称岩倉街道と呼ばれている。実相院や京都府営村松団地に向かうバス路線が、この道路を経由するかたちで設定されており、所々道幅が狭い区間があるためバス無線による交換が行われている。
路線名に山端が入っているが、京都府道103号上賀茂山端線および京都府道104号高野修学院山端線の終点である山端川端町の松ヶ崎橋東詰までは至らず、手前の上高野山ノ橋町が終点となっている。

### 路線データ
- 起点：京都市左京区岩倉上蔵町（京都市左京区岩倉中在地町[注釈 2][1]：実相院門前[2]）
- 終点：京都市左京区上高野山ノ橋町（花園橋交差点[3]、国道367号交点[1]）
- 重要な経過地：なし[1]

## 歴史
本路線は、岩倉中在地町から府道京都大原今津線（現在の国道367号の一部）を連絡する路線として、道路法（昭和27年法律第180号）第7条の規定に基づいた京都府の一般府道として1959年（昭和34年）に初めて認定した282路線のうちの1つである。

### 年表
- 1959年（昭和34年）12月18日 - 京都府が岩倉山端線（京都市左京区岩倉中在地町 - 京都大原今津線交点）として府道路線認定。整理番号は一般地方道8[注釈 3][4]。
- 1994年（平成6年）4月1日 - 京都府が路線番号を再編（路線認定の一部改正）し、整理番号を一般地方道105に変更[1]。

## 路線状況

### 通称
- 白川通：宝ヶ池通交点 - 終点

### 重複区間
- 京都府道106号神山岩倉停車場線（京都市左京区岩倉下在地町 - 京都市左京区倉忠在地町・岩倉中通交差点）

### 道路施設

#### 橋梁
- 花園橋（高野川、京都市左京区）

## 地理

### 通過する自治体
- 京都府
  - 京都市（左京区）

### 交差する道路
| 交差する道路                               | 交差する場所   | 交差する場所        |
| ------------------------------------------ | -------------- | ------------------- |
| 京都府道106号神山岩倉停車場線 重複区間起点 | 岩倉下在地町   |                     |
| 京都府道106号神山岩倉停車場線 重複区間終点 | 岩倉忠在地町   | 岩倉中通交差点      |
| 京都市道上高野幡枝線 / 宝ヶ池通            | 上高野大湯手町 |                     |
| 国道367号 / 鯖街道・白川通                 | 上高野山ノ橋町 | 花園橋交差点 / 終点 |

### 交差する鉄道
- 叡山電鉄鞍馬線

### 沿線
- 実相院
- 京都市立明徳小学校
- 三宅八幡宮
- 叡山電鉄鞍馬線 八幡前駅
- 宝ヶ池公園
- 高野川